# Faculdade de Engenharia Civil, Arquitetura e Urbanismo da Unicamp
A Faculdade de Engenharia Civil, Arquitetura e Urbanismo (FECFAU) é uma das unidades de ensino e pesquisa da Unicamp. Oferece os cursos de Engenharia Civil, em período integral e com duração de 5 anos, e de Arquitetura e Urbanismo, no período noturno e com duração de 6 anos.

## Histórico
A faculdade foi criada em 1969 com seu curso de graduação funcionando na cidade de Limeira, denominada então Faculdade de Engenharia de Limeira, diurno de cinco anos. Em 1986 cria seu programa de pós-graduação em duas áreas de concentração no mestrado. Em 1989, o curso de engenharia civil teve suas atividades transferidas para o campus da Unicamp, em Campinas. Com isso a unidade passou a se denominar Faculdade de Engenharia Civil. O número de áreas de concentração de pós-graduação aumenta para cinco. Em 1999, por meio da Deliberação CONSU-A-15/1997, na gestão do Prof. Dr. José Martins Filho foi criado o novo curso de graduação em Arquitetura e Urbanismo, noturno de 6 anos. Nesse ano a FEC inaugurou seu primeiro prédio de salas da aula. Em 2002 implanta o curso de doutorado em quatro áreas de concentração. Em 2003, altera novamente o nome para Faculdade de Engenharia Civil, Arquitetura e Urbanismo e amplia para seis as áreas de concentração no mestrado. Em março de 2004, comemora os 35 anos do curso de graduação em Engenharia Civil e inaugura mais salas de aula.

## Estrutura
A estrutura administrativa da FEC é composta por quatro departamentos: Estruturas, Recursos Hídricos, Infraestrutura e Ambiente e Arquitetura e Construção. Possui uma Coordenadoria de Pós-Graduação, duas Coordenadorias de Graduação (EC e AU), uma Coordenadoria de Extensão, uma Coordenadoria de Projetos, uma Coordenadoria de Biblioteca, além de comissões permanentes de: informática, arquivo setorial, acompanhamento e avaliação, e de especialistas. Possui, também, a Diretoria, Assessoria, Diretoria de Apoio Administrativo, Financeiro e Operacional, que agrega as Seções de Recursos Humanos e Concursos; Finanças, Orçamentos e Convênios; Compras e Suprimentos e Seção de Serviços, além da Seção de Informática e das Seções de Desenvolvimento de Projeto e, de Obras e Reformas da Cproj.